# Chrysolina grancanariensis
Chrysolina grancanariensis é uma espécie de artrópode pertencente à família Chrysomelidae.